# دی‌ان‌بی نور
دی‌ان‌بی نور (انگلیسی: Sparebankstiftelsen DNB) شرکت هلدینگ نروژی است، که در سال ۲۰۰۲ تأسیس شد.